# Die Füchsin
Die Füchsin ist eine Kriminalfilmreihe mit Lina Wendel in der Titelrolle der „Füchsin“ Anne Marie Fuchs, einer ehemaligen MfS-Spionin. Die Reihe wird seit 2015 produziert und im Rahmen des Donnerstags-Krimis im Ersten ausgestrahlt.

## Inhalt
Die ehemalige DDR-Spionin Anne Marie Fuchs lebt bescheiden und sehr zurückgezogen in einem Wohnblock in Düsseldorf. Ihr nahezu einziger Kontakt zur Außenwelt besteht darin, dass sie sich im Restaurant-Café „Mittsommer“ ab und an von der Besitzerin, Simone Papst, in ein Gespräch verwickeln lässt. Dadurch erfährt sie eines Tages von einem Vermissten in Simones Familie (wie sich später herausstellt: ein Entführungsfall) und erklärt sich bereit, bei der Suche behilflich zu sein. Dabei wird sie von Simones Mann Youssef El Kilali unterstützt. Kilali steht mit seiner Eloquenz im starken Gegensatz zu der schweigsamen Fuchs.
Angeregt durch den erfolgreichen ersten „Einsatz“ ist der geschäftstüchtige Araber der Meinung, sie sollten eine Detektei eröffnen, und verteilt großzügig entsprechende Visitenkarten bei seinen potenziellen Kunden. Wohl oder übel muss Fuchs ihn unterstützen, da er allein nicht das rechte Gespür für die Ermittlungsarbeit hat, dafür aber die passenden Verbindungen zur „Unterwelt“ und eine weitreichende Verwandtschaft. Kilali weiß nicht viel über die Vergangenheit seiner Partnerin Fuchs. Einmal erwähnt sie, dass sie 1992 für zweieinhalb Jahre wegen Landesverrats im Gefängnis verbringen musste.
Gleich zu Beginn ihrer Detektivarbeit begegnet Fuchs Olaf Ruhleben, ihrem ehemaligen Führungsoffizier. Dieser hat mittlerweile eine eigene Sicherheitsfirma, für die er Fuchs gern gewinnen würde, was sie strikt ablehnt. Sie hat aus ihrer aktiven Zeit noch eine Rechnung mit Ruhleben offen und vertraut ihm nicht. Dennoch behält sie Verbindung zu ihm, da sie hofft, er könne ihr dabei helfen, das Verschwinden ihres Sohnes aufzuklären. Der Junge wurde in die DDR entführt; wie man ihr sagte, sei er angeblich in einem Kinderheim gestorben.
Nachdem Ruhleben altes Geheimmaterial aufgekauft hat, erfährt sie von ihm, dass ihr damaliger Ehemann (Konrad Gelden) und Vater ihres Sohnes Florian selbst ein „Offizier zur besonderen Verwendung“ des MfS war, was selbst Ruhleben bis dahin nicht wusste. In den 1980er Jahren hatte die Stasi Gelden bis ins Bonner Verteidigungsministerium geschleust und ihm durch seine Ehe mit Anne Fuchs den Anschein gegeben, ein solides Familienleben in der BRD zu führen. Gleichzeitig hatte er aber auch eine Familie in Dessau, die von seinem Doppelleben genau so wenig wusste wie Anne Fuchs. Als Fuchs erfährt, dass ihr Sohn Florian lebt, setzt sie alles daran, ihn zu finden. Auch er hatte bereits die Suche nach seinen biologischen Eltern aufgenommen. Seine Motivation gründete jedoch darauf, die Menschen zu finden, die ihn als Kind „im Stich gelassen“ hatten.
In der Folge treibt ihn diese Wut zum Mord an seinem Vater. Anne Fuchs, die alles versucht, ihrem Sohn zu helfen, kann nicht verhindern, dass er wegen Mordes zu einer lebenslangen Haftstrafe verurteilt wird. Damit hat sie ihr Kind zum zweiten Mal verloren. Unerwartet begegnet ihr Florian im Rahmen einer ihrer Detektivfälle. Ihm war durch einen Mitgefangenen die Flucht aus dem Gefängnis gelungen und durch seine Verstrickung in den aktuellen Fall seiner Mutter kann sie ihm nun endlich beweisen, dass er sich auf sie verlassen kann. Dank der Mithilfe von Kommissar Eisner, zu dem die Füchsin eine gewisse Sympathie verspürt, wird Florian nicht erneut verhaftet, sondern kann untertauchen.

## Besetzung

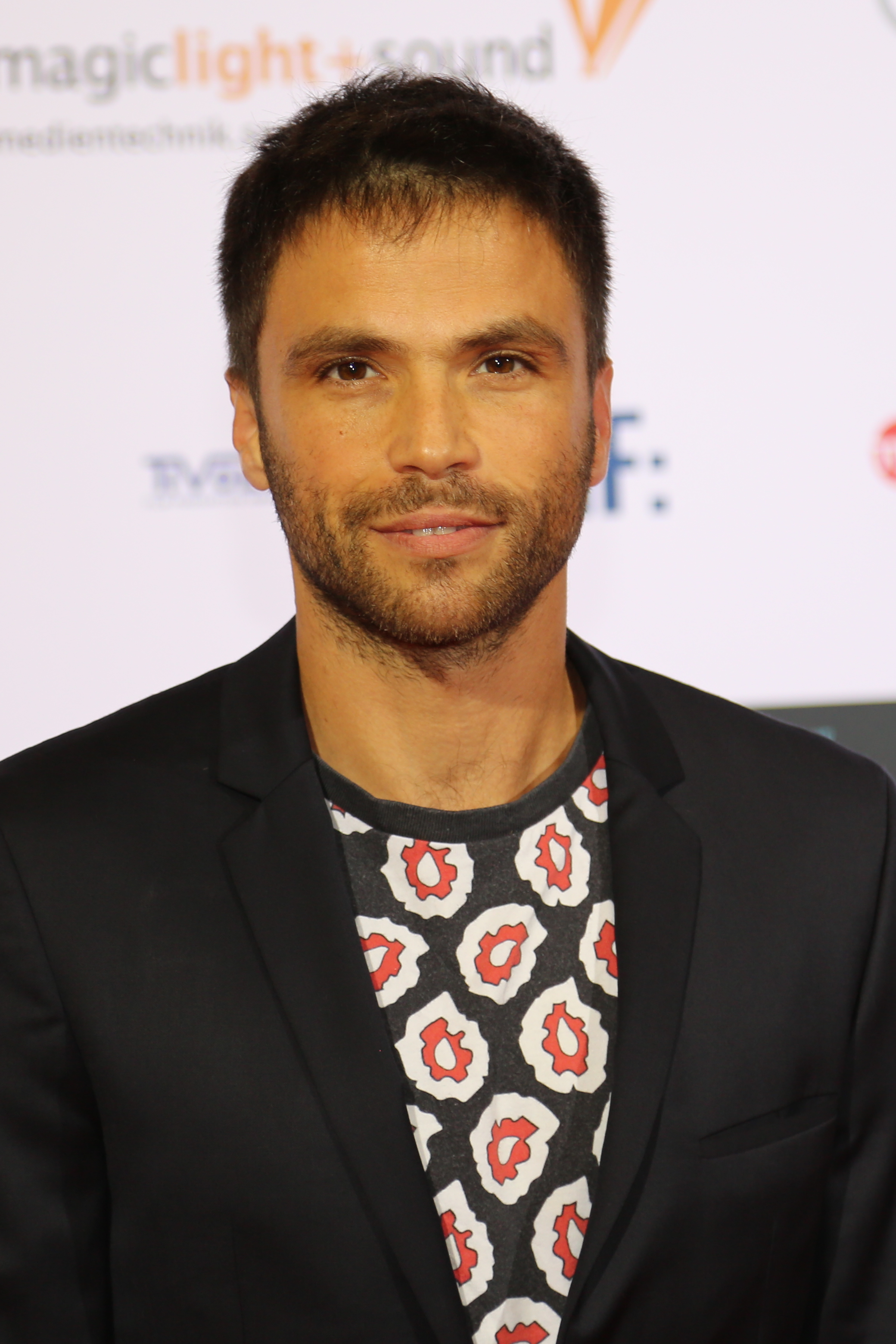
Karim Chérif
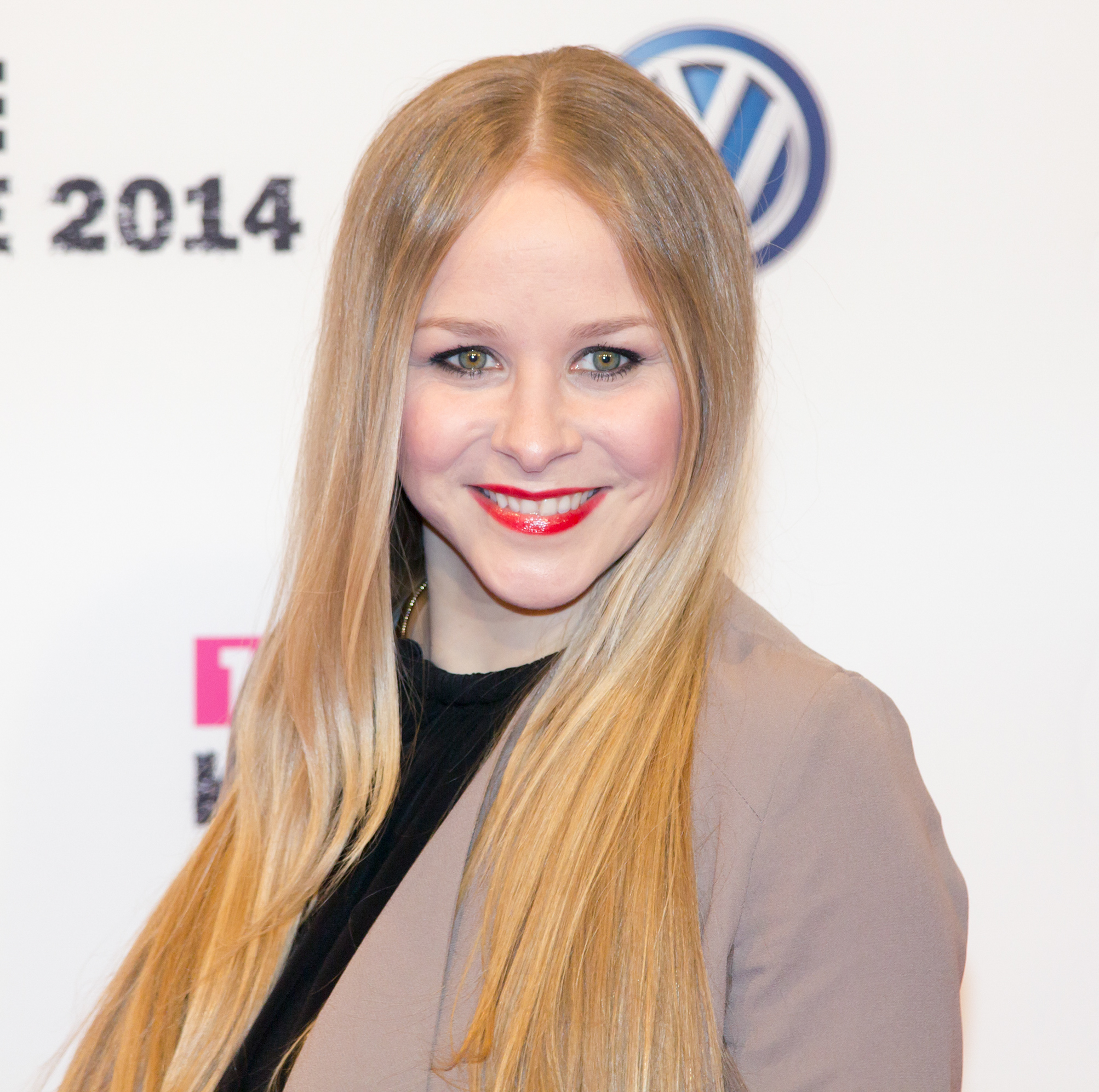
Jasmin Schwiers
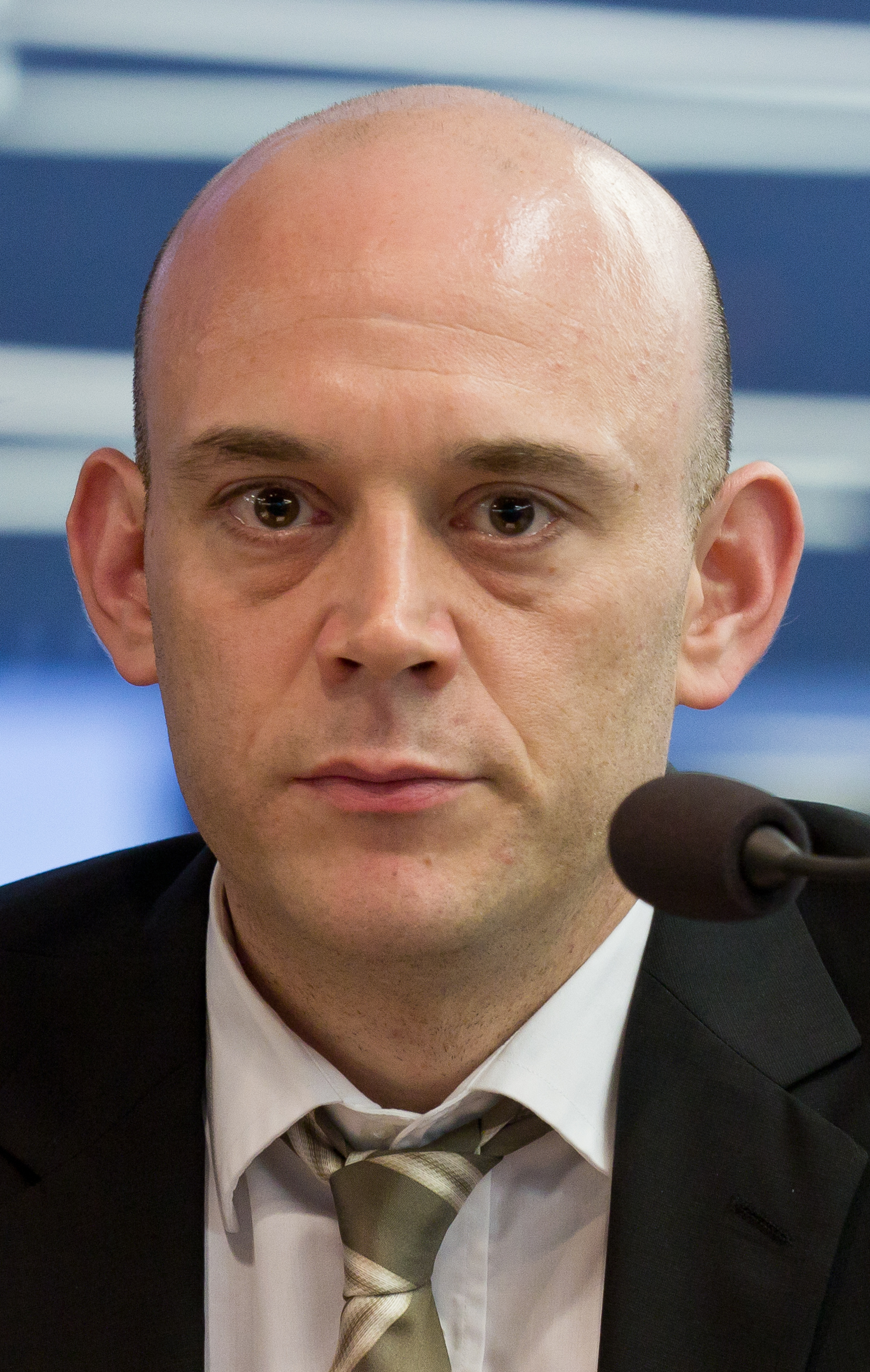
Robert Dölle

| Darsteller          | Figur                     | Beschreibung                                    |
| ------------------- | ------------------------- | ----------------------------------------------- |
| Lina Wendel         | Anne Marie Fuchs          | Geschäftspartnerin von Youssef                  |
| Karim Chérif        | Youssef El Kilali         | Geschäftspartner von Anne Marie Fuchs           |
| Jasmin Schwiers     | Simone Papst              | Frau von Youssef                                |
| Robert Dölle        | Ralf Eisner               | Kriminalhauptkommissar                          |
| Sara Fazilat        | Saida                     | Youssefs Nichte, IT-Expertin                    |
| Torsten Michaelis   | Olaf Ruhleben (bis Ep. 3) | ehemal. Führungsoffizier von Anne Marie Fuchs   |
| Florian Bartholomäi | Florian Boehm (ab Ep. 3)  | Sohn von Anne Marie Fuchs, Mörder seines Vaters |

## Episodenliste
| Nr. | Originaltitel             | Erstausstrahlung | Regie             | Drehbuch    | Zuschauer             |
| --- | ------------------------- | ---------------- | ----------------- | ----------- | --------------------- |
| 1   | Dunkle Fährte             | 17. Dez. 2015    | Samira Radsi      | Ralf Kinder | 4,30 Mio.             |
| 2   | Spur auf der Halde        | 23. Feb. 2017    | Samira Radsi      | Ralf Kinder | 4,29 Mio.             |
| 3   | Spur in die Vergangenheit | 17. Mai 2018     | Sabine Derflinger | Ralf Kinder | 4,36 Mio.             |
| 4   | Im goldenen Käfig         | 10. Okt. 2019    | Sabine Derflinger | Ralf Kinder | 4,64 Mio.             |
| 5   | Schön und tot             | 17. Okt. 2019    | Sabine Derflinger | Ralf Kinder | 5,34 Mio.             |
| 6   | Treibjagd                 | 25. Feb. 2021    | Marc Rensing      | Ralf Kinder | 5,16 Mio.             |
| 7   | Romeo muss sterben        | 4. März 2021     | Marc Rensing      | Ralf Kinder | 4,86 Mio.             |
| 8   | Alte Sünden               | 26. Jan. 2023    | Katrin Schmidt    | Ralf Kinder | 6,03 Mio. (21,4 % MA) |
| 9   | Game Over                 | 2. Feb. 2023     | Katrin Schmidt    | Ralf Kinder | 6,08 Mio. (21,8 % MA) |

## Kritik
Thomas Gehringer wertete bei tittelbach.tv: „Eine Frau mit schmerzhafter Vergangenheit und erstaunlichen Fähigkeiten steht im Mittelpunkt der neuen Krimireihe: Anne Marie Fuchs ist eine ehemalige Stasi-Agentin, die in Düsseldorf von Hartz IV lebt und Bekannten bei der Suche nach einem verschwundenen jungen Mann hilft. Eine vielversprechende Titelfigur, die sich wohltuend von anderen Ermittlerinnen abhebt: Sie ist undurchsichtig, clever und jenseits weiblicher Rollenklischees angelegt.“
Bei prisma.de meinte Wilfried Geldner: „‚Die Füchsin‘ setzt sich als Krimireihe klar von allen anderen ARD-Donnerstagsfilmen ab. Die Story ist mal frech, mal melancholisch verträumt, und die traumatisierte Figur der Ex-Spionin wird von der Schauspielerin Lina Wendel mit großer Souveränität durchgezogen. Diesem Gesicht muss man einfach glauben, dass es 30 Jahre auf das einst von der Stasi geraubte Kind gewartet hat – auf den Sohn und späteren Vatermörder, dem sie sich nun auf Gedeih und Verderb für immer verpflichtet fühlt.“